# Ramosia vitiazi
Ramosia vitiazi är en nässeldjursart som beskrevs av Stepanjants 1967. Ramosia vitiazi ingår i släktet Ramosia och familjen Apolemiidae. Inga underarter finns listade i Catalogue of Life.